# Meio-Irmão
Os Meio-Irmão são uma banda pop rock portuguesa, formada em Ovar, em 2013. O nome do grupo tem origem na relação de parentesco dos seus dois integrantes originais, Jóni e Hernâni Oliveira.
Com uma formação pouco convencional, sem bateria, o estilo dos Meio-Irmão é fortemente influenciado pelo pagode brasileiro, com grande expressão em Ovar (impulsionada pelo seu notório Carnaval). A sua sonoridade remete igualmente à música popular portuguesa, reggae e pop rock.
Em 2014, foram finalistas do Concurso Nacional de Bandas – Antena 3 e compuseram o hino oficial do festival de verão Surf at Night. Em março de 2015, os Meio-irmão lançaram o seu EP homónimo de estreia, em edição de autor e no mesmo mês, atingiram o 1º Lugar no top nacional de bandas da plataforma digital Tradiio. O EP Meio-irmão, foi posteriormente editado digitalmente pela Universal Music Portugal, em resultado da parceria com o Tradiio, que já resultou na distribuição digital de outros projetos.